# 锦江镇 (鹰潭市)
锦江镇，是中华人民共和国江西省鹰潭市余江区下辖的一个乡镇级行政单位。

## 行政区划
锦江镇下辖以下地区：
兴安街社区、东风街社区、中心街社区、东北街社区、立新街社区、塔前街社区、流源村、联盟村、九亭村、乐泉村、黄壁村、前进村、民主村、洲和村、高峰村、团黄村、光荣村、团湖村、石港村、书院村、灌田村、铁山村、七都村和范家村。